# Omaatla Kebatho
Omaatla Kebatho (ur. 16 czerwca 1993 w Maun) – botswański piłkarz grający na pozycji napastnika. Od 2016 jest zawodnikiem klubu Orapa United FC.

## Kariera klubowa
Swoją karierę Kebatho rozpoczął w klubie ECCO City Green SC. W sezonie 2012/2013 zadebiutował w jego barwach w pierwszej lidze botswańskiej. W sezonie 2015/2016 grał w południowoafrykańskim Vasco da Gama. W 2016 przeszedł do Orapa United FC. W 2023 zdobył z nim Puchar Botswany.

## Kariera reprezentacyjna
W reprezentacji Botswany Kebatho zadebiutował 13 stycznia 2015 w przegranym 0:2 towarzyskim meczu Burkina Faso.